# Indispensable
Indispensable es el decimonoveno álbum de la actriz y cantante mexicana Lucero, el cual salió a la venta el 21 de septiembre de 2010 en su país y en Estados Unidos. Debutó en el número 1 en Itunes el mismo día de su lanzamiento manteniéndose así por varias semanas, se convirtió en el primer Lucero número 1 de álbumes en la lista.
Este álbum se considera su regreso después de 4 años desde su último álbum de estudio Quiéreme Tal Como Soy, es su primer álbum en donde Lucero participa como autora en todos los temas y productora, Fue considerada como uno de los mejores regresos a la música por People en Español al lado de Shakira.
Con este material discográfico, Lucero festeja 30 años como cantante y artista.
La canción iba a cantarla originalmente Natalia Jiménez

## Antecedentes
Después del éxito de la interpretación de una villana en la telenovela Mañana es para siempre durante el año 2009, a principios del año de 2010, Lucero comienza a entablar platicas con el productor de Televisa Nicandro Díaz para protagonizar la nueva telenovela que se estaba preparando y que sería un remake de la producción venezolana de anteaño 'La doña'; desafortunadamente, no se llegaba a un acuerdo debido a la atención que la actriz y cantante estaba dedicando a sus hijos, así como tensiones existentes en su matrimonio con Manuel Mijares.
El miércoles 14 de abril de 2010 se presenta frente a la prensa Soy tu dueña la cual se estrena en las pantallas de la televisión mexicana el 19 de abril de 2010, en donde Lucero es la protagonista y es acompañada por Fernando Colunga y  Gabriela Spanic, David Zepeda, Eduardo Capetillo, Silvia Pinal, Jacqueline Andere, Eric del Castillo, Julio Alemán y Ana Martín; teniendo un gran éxito de transmisión desde sus primeros capítulos y convirtiéndose en la teleserie de mayor rating en el 2010 tanto en México como Estados Unidos.
Aunque, durante el año de 2008, Lucero había entablado un demanda a la empresa Universal Music (compañía que había adquirido los derechos de algunos del material discográfico de Melody) por la falta de pago de regalías por algunos de los álbumes juveniles de la cantante; el 12 de julio de 2010, Lucero informa a los medios que había firmado un contrato de producción para su próximo material discográfico con la casa productora 'Siente Music' una filial de Venevision International y Universal Music Latino e iniciando la selección de canciones y la producción de este nuevo material para lanzarlo el 21 de septiembre y denominado "Indispensable".

## Promoción
El álbum "Indispensable" se compone de 12 canciones de corte rítmico y romántico; en las cuales Lucero despliega nuevas tesituras de su voz y renueva su imagen y su forma de cantar iniciando así una nueva etapa de su carrera musical.
El primer sencillo del álbum se lanzó el 14 de junio de 2010, "Dueña de tu amor" fue el más exitoso y es parte de la banda sonora de la telenovela # 1 en Univision Soy tu dueña, misma que recibió el premio ASCAP por mejor canción de telenovela.
Para la promoción de este material discográficos; Lucero se presenta en diferentes programas de televisión, eventos y conciertos tanto en México destacando el concierto 'El Evento' de Stereo 97.7, Jalisco VIVE, concierto EXA, Premios OYE,  es la conductora de eventos como la "Gala Bicentenario", Teletón y el 11 de noviembre conduce una vez más los premios "Latin Grammy" al lado de Eugenio Derbez.  En Estados Unidos se presenta en el programa Cristina, Despierta América, Mira quién baila y Sal y Pimienta.
En noviembre, termina la transmisiones de la telenovela "Soy tu dueña" convirtiéndose su último capítulo en uno de los más vistos tanto en México y Estados Unidos, convirtiendo a Lucero en la dueña del Rating en español en el año 2010. Después de esto, Lucero informa que por el momento nos considera realizar alguna otra telenovela para dedicarse a la promoción de su material discográfico y a su matrimonio e hijos.
Los sencillos "Indispensable" y "Esta Vez La Primera Soy Yo" destacaron por sus vídeos, y este último le valió una nominación a Mejor Video del Año en Premios People en Español.
Se puede decir que es el disco más polémico que ha lanzado, ya que recibió críticas positivas pero también negativas por el cambio de look y estilo de música más actual.
El disco fue premiado por ASCAP por a mejor álbum cantautor. El álbum se presume vendió más de 50 mil copias en 2010  solamente, considerando que se distribuye aún. Lucero no pidió la certificación del álbum.
Debido al éxito de ventas del álbum y la aceptación de su telenovela, el 25 de enero del 2011, su compañía discográfica lanza una 'Edición Especial' del álbum conteniendo material multimedia del álbum como vídeos y fotografías, así como algunas mezclas de sus canciones.

## Lista de canciones
| Indispensable |                                            |                                                |          |  |
| N.º           | Título                                     | Escritor(es)                                   | Duración |  |
| 1.            | «Indispensable»                            | Lucero, Karla Aponte, Cesar Lemos              | 3:01     |  |
| 2.            | «Eres todo»                                | Lucero, Talita Real, Ender Thomas              | 3:37     |  |
| 3.            | «Amor virtual»                             | Lucero, K. Aponte, C. Lemos, Ernesto Fernández | 3:06     |  |
| 4.            | «Mi refugio y libertad»                    | Lucero, K. Aponte, C. Lemos                    | 3:27     |  |
| 5.            | «Esta vez la primera soy yo»               | Lucero, K. Aponte, C. Lemos, Fernández         | 2:36     |  |
| 6.            | «Daño irreparable»                         | Lucero, K. Aponte, C. Lemos                    | 3:13     |  |
| 7.            | «Te quiero aunque no quiera»               | Lucero, K. Aponte, C. Lemos                    | 3:16     |  |
| 8.            | «Dueña de tu amor»                         | Lucero, K. Aponte, Silvio Richetto             | 3:41     |  |
| 9.            | «Mucho más que dos»                        | Lucero, K. Aponte, C. Lemos                    | 3:33     |  |
| 10.           | «Ahora estoy sin ti»                       | Lucero, K. Aponte, C. Lemos                    | 3:27     |  |
| 11.           | «Indispensable (Versión en inglés)»        | Lucero, K. Aponte, C. Lemos, Ric Wake          | 3:00     |  |
| 12.           | «Dueña de tu amor (Versión de Telenovela)» | Lucero, K. Aponte, Richetto                    | 3:41     |  |
| 39:44         |                                            |                                                |          |  |

| Edición Especial |                                     |                                              |          |  |
| N.º              | Título                              | Escritor(es)                                 | Duración |  |
| 13.              | «Dueña de tu amor (Dance mix)»      | Lucero, K. Aponte, Richetto                  | 3:34     |  |
| 14.              | «Dueña de tu amor (Ranchera)»       | Lucero, K. Aponte, Richetto                  | 3:44     |  |
| 15.              | «Indispensable (Behind the Scenes)» |                                              | 1:48     |  |
| 16.              | «Indispensable (subtítulos)»        | Lucero, K. Aponte, C. Lemos, Luieville & Co. | 3:45     |  |
| 17.              | «Fotografías»                       |                                              |          |  |
| 18.              | «Protectores de pantalla»           |                                              |          |  |

## Equipo de producción
- Dirección de arte: Ernesto Fernández
- Diseño: Ernesto Fernández, Javier López, Jeff Leider
- Ingeniero de sonido: Travis Meck
- Coordinación: Antonio Hogaza, Lucero León
- Mezclas: Silvio Richetto
- Fotografía: Adolfo Pérez Butrón
- Producción: César Lemos, Lucero, Ric Wake
- Grabación: Fernando Roldán, Silvio Richetto
- Asistente técnico: Raúl Durán
- Compañía discográfica: Universal Music Latin Entertainment
- Copyright de canciones: Lucero Hogaza
- Copyright: Lucero Hogaza
- Manufacturado por: Universal Music Latino
- Distribuido por: Universal Music Distribution